# روز اعتدال پائیزی

روز اعتدال پائیزی، شوبون نو هی (به ژاپنی: 秋分の日 Shūbun no Hi) یکی از تعطیلات عمومی در ژاپن است.